# Jugureni (gmina w okręgu Prahova)
Jugureni – gmina w Rumunii, w okręgu Prahova. Obejmuje miejscowości Boboci, Jugureni, Marginea Pădurii i Valea Unghiului. W 2011 roku liczyła 613 mieszkańców.